# アラヌカ
アラヌカは、キリバスの環礁であり、ギルバート諸島の赤道のすぐ北にある。 2010年の面積は11.6km2 、人口は1,057人。アラヌカはキリバスの伝統的な中心地となっている。

## 地理

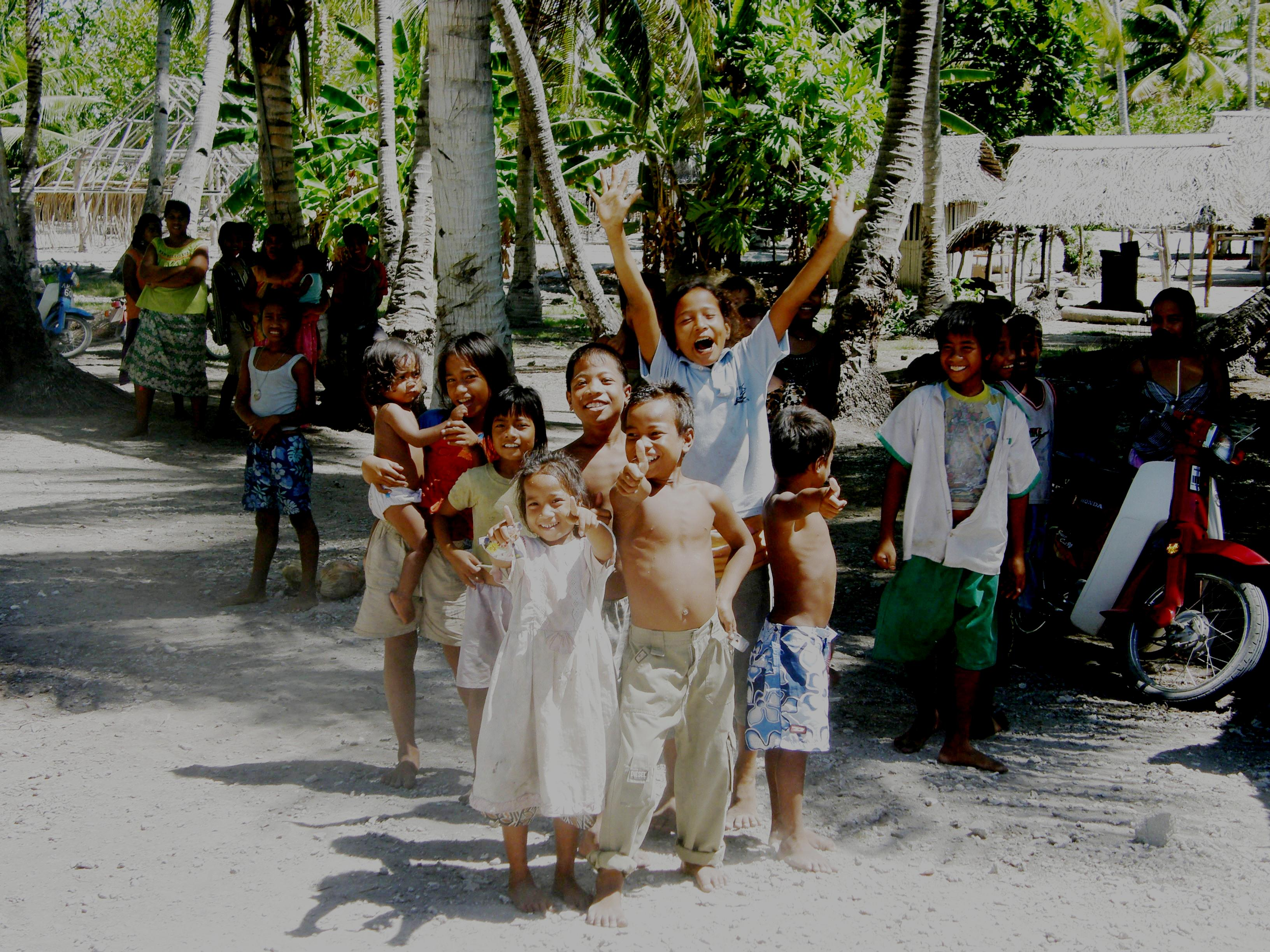
訪問者を歓迎するアラヌカ島の住民

アラヌカは三角形の環礁であり、主にブアリキとタカエアンの2つの島によって形成されている。これらの島々は、北側の長い砂州と南側の水中のサンゴ礁の頂上で接続されており、中央のラグーンへ通ずる広い通路も存在する。
村が位置する島のラグーン側に沿って走る道路は1つだけであり、主要道路から島の他の部分まで走るアクセス道路とフィーダー道路のネットワークが存在する。これらの道路は一般に、プッシュバイクやバイクが通行するのに十分な幅があるが、大型トラックは通行できない。すべての村は幹線道路沿いにあり、自転車、バイク、トラックで徒歩で簡単にアクセスできる。
アラヌカにはラグーンがあるが、貝はそれほど豊富ではない。環礁の南西側にはサンゴ礁の真ん中を通るラグーンへの通路があり、穏やかな天候の時にはボートによる通行が可能である。通路には、潮の流れが非常に速くなる可能性のあるいくつかの危険なポイントがある。アラヌカはヤエヤマヒルギの古いマングローブで知られており、ココナッツの木と同じくらいの高さに成長し、現在は鳥の繁殖地となっている。これらのマングローブは、アラヌーカ本土の北端に向かって見つけることができる。

### 村
アラヌカ島は、当初3つの村しか存在しなかった。 1978年にバウルア村が設立されたが、住民は10戸未満であった。現在アラヌカ島には4つの村が存在する 。村の現在の人口は次のとおり。
| アラヌカ：人口と土地面積 |              |                              |                                 |
| 国勢調査地域             | 2010年の人口 | 島別の土地面積（ヘクタール） | 密度（1ヘクタールあたりの人数） |
| 無人島                   | 0            | 54.8                         | 0                               |
| タカエアン               | 252          | 487.4                        | 0.5                             |
| ブアリキ                 | 500          | 618.9                        | 1.3                             |
| カウアケ                 | 92           | 618.9                        | 1.3                             |
| バウルア                 | 213          | 618.9                        | 1.3                             |
| アラヌカ合計             | 1057         | 1161.1                       | 0.9                             |

## 歴史
アラヌカは伝統的にキリバスの中心にある島であり、祖先の神であるナローによってキリバスのすべての島が形成され、分離していった場所とされている。こうした理由により、アラヌカはかつてアナヌカ（Ananuka、真ん中）として知られていた。
トーマス・ギルバートとジョン・マーシャルはファースト・フリートであるシャーロットとスカボローの内航海であったが、1788年6月にアラヌカを訪れた最初のヨーロッパ人である。
島は1841年に米国探検遠征隊によって調査された。
1860年から1880年代後半の間に、アベママ の大首長であるTenkoruti（Karotu王）によりアラヌカとクリアが征服された。この時、アラヌカとクリアの前統治者（Ten Temea）はこれら二つの島を放棄し、ギルバート諸島のマイアナへと発った。その後、テンコルティの甥であるテム・ビノカによって統治された。
アラヌカ郵便局は1924年頃に開設された。

## 観光
アラヌカには白い砂浜と青い海があり、高さ15 m以上の高いマングローブの木があるキリバスで唯一の島である。無人島では、訪問者に水泳やシュノーケリングのスポットを提供している。
アラヌカ空港はブアリキの北端近くに位置する。エアー・キリバスのタラワからの国内線が週3便ある(2021年9月現在)。クリアへもアクセスができる。また、チャーターボートサービスも利用できる。
宿泊施設はアイランド・カウンシル・ゲストハウスによって提供されている 。

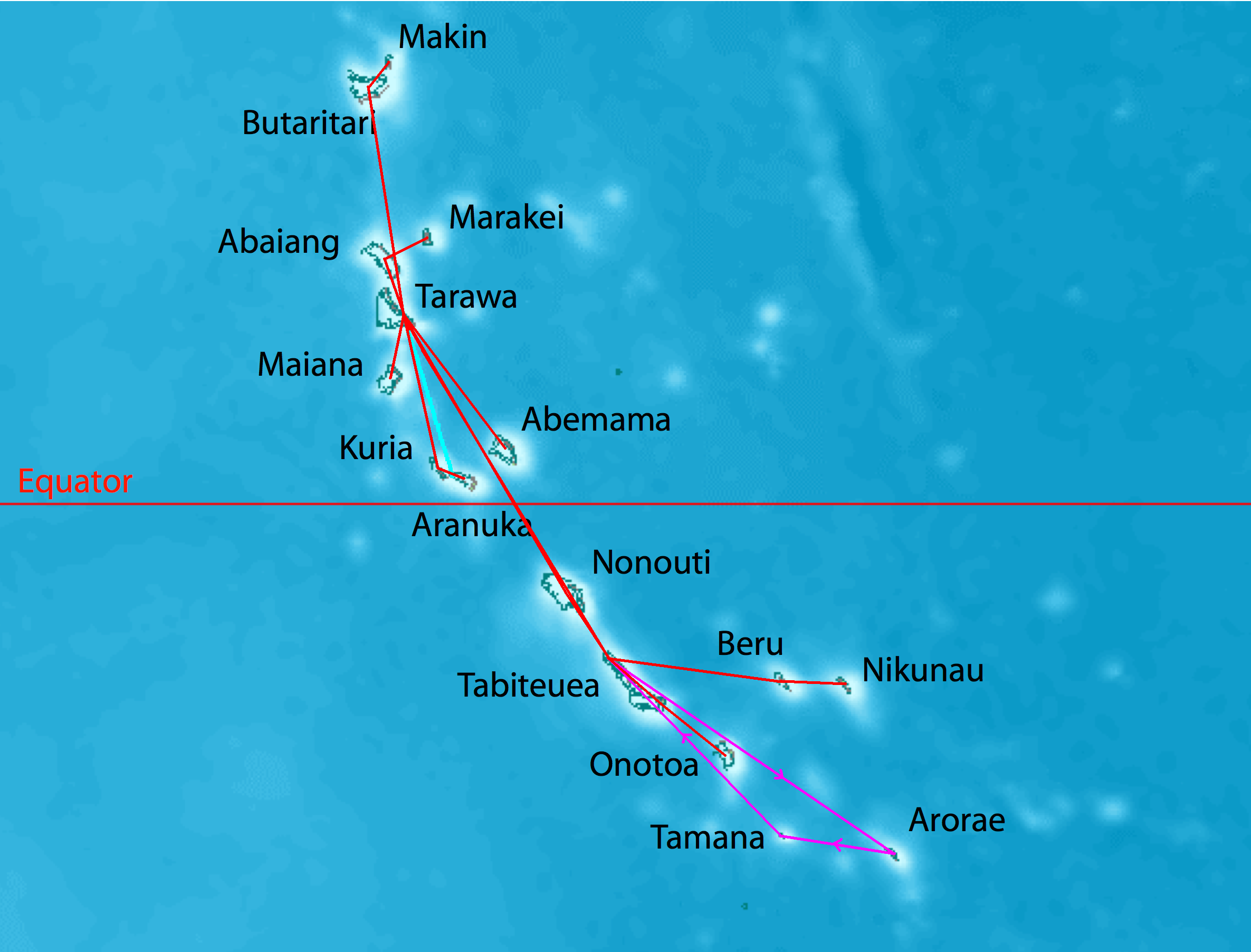
キリバス航空のルート